# Keeley Hawes
Keeley Clare Julia Hawes (ur. 10 lutego 1976 w Londynie) – brytyjska aktorka telewizyjna, filmowa, teatralna i dubbingowa, była modelka. Trzykrotnie nominowana do Nagród Telewizyjnych Akademii Brytyjskiej (BAFTA),  znana m.in. z ról w serialach Tajniacy, Powstać z popiołów, Line of Duty, Trafny wybór i Bodyguard. Od 2006 r. użycza głosu Larze Croft w angielskiej wersji językowej gier wideo z cyklu Tomb Raider. W 2018 r. została zaliczona do 100 najważniejszych postaci brytyjskiej telewizji w zestawieniu branżowego tygodnika Radio Times.

## Życiorys

### Kariera zawodowa
Wychowywała się w mieszkaniu komunalnym w londyńskiej dzielnicy Marylebone. Jako nastolatka pracowała jako modelka, po tym jak została zauważona na Oxford Street przez pracownika jednej z agencji modelek. Następnie uczyła się w szkole aktorskiej Sylvia Young Theatre School, gdzie nawiązała bliską przyjaźń z wokalistką Emmą Bunton. 
W drugiej połowie lat 90. zaczęła regularnie otrzymywać role telewizyjne, początkowo specjalizując się w kostiumowych ekranizacjach klasycznych dzieł literackich. W 1998 zagrała w miniserialu na podstawie powieści Our Mutual Friend Charlesa Dickensa, a rok później w Wives and Daughers na podstawie prozy Elizabeth Gaskell. W 2002 wystąpiła w ekranizacji Tipping the Velvet Sarah Waters, będącej współczesną powieścią historyczną, zaś w 2003 w ekranizacji Opowieści kanterberyjskich. 
W 2002 otrzymała jedną z głównych ról w serialu sensacyjnym Tajniacy, gdzie występowała przez dwie i pół serii. Na przełomie lat 2006-2007 występowała gościnnie w popularnym serialu komediowym Pastor na obcasach. W latach 2008–2010 występowała w roli głównej w serialu Powstać z popiołów, gdzie wcielała się we współczesną, londyńską policjantkę przeniesioną do wczesnych lat 80. W 2009 zagrała główną rolę w sześcioodcinkowym serialu kryminalnym Identity. W kwietniu 2011 roku wystąpiła w głosowej roli narratorki oficjalnego filmu dokumentalnego BBC, poprzedzającego ślub księcia Williama. 
W 2014 r. zagrała główną rolę w drugiej serii serialu kryminalnego Line of Duty, gdzie wcielała się w postać policjantki zamieszanej w morderstwo innych funkcjonariuszy. Otrzymała za tę rolę swoją pierwszą nominację do Nagrody Telewizyjnej BAFTA, zaś dziennik The Daily Telegraph uznał jej kreację za najlepszą rolę roku w brytyjskiej telewizji. W tym samym roku wystąpiła gościnnie w ósmej (po wznowieniu) serii Doctora Who. W 2016 wystąpiła w serii drugiej serialu Zaginiony. W latach 2016–2019 występowała w opartym na autobiograficznych książkach Geralda Durrella serialu The Durrels, gdzie wcielała się w postać matki pisarza. 
W 2018 r. zagrała dwie role, nagrodzone dwiema niezależnymi nominacjami do Nagród Telewizyjnych BAFTA. Pierwszą była postać fikcyjnej minister spraw wewnętrznych Wielkiej Brytanii w serialu Bodyguard. Drugą nominację przyznano jej za zrealizowany w tym samym roku miniserial Mrs. Wilson. W 2019 wystąpiła w miniserialu Traitors.

### Działalność charytatywna
Od 2012 r. Hawes współpracuje z brytyjskim oddziałem UNICEF-u, w 2016 r. został jej przyznany tytuł ambasadorki tej organizacji. Jej działalność charytatywna koncentruje się na pomocy dzieciom, które ucierpiały w wyniku wojny w Syrii. 

### Życie prywatne
W latach 2001–2004 jej mężem był DJ Stephen McCallum, z którym ma syna. W listopadzie 2004 r. wyszła za mąż za aktora Matthew Macfadyena, z którym występowała m.in. w serialu Tajniacy. Ma z nim dwoje dzieci. 